# Bloedige Pasen van Plitvice
De Bloedige Pasen van Plitvice (Kroatisch: Krvavi Uskrs na Plitvicama / Plitvički Krvavi Uskrs) in maart 1991 was een confrontatie tussen de veiligheidspolitie van Kroatië en bewapende Servische separatisten bij de Plitvicemeren. Er viel een dode aan beide zijden. De confrontatie verhoogde de etnische spanningen in de aanloop naar de Kroatische Onafhankelijkheidsoorlog.

## Verloop
Op 29 maart 1991 werd het management van het Nationaal Park Plitvicemeren verwijderd door de Servische Politie van Krajina onder leiding van Milan Martić en met steun van de Witte Adelaars van Vojislav Šešelj. De regio zelf is relatief dunbevolkt en er was geen echte bedreiging voor de lokale Serviërs. Er wordt daarom gesuggereerd dat de reden voor het Servische beleg van het park lag in de controle van de strategisch belangrijke wegen die van noord naar zuid door het park lopen en de Servische gebieden van Lika en Banija verbinden. Het verlies van het nationale park betekende een tegenslag voor de Kroatische nationale trots en voor de strategische positie van de Kroatische regering in Krajina. De regering van Franjo Tuđman besloot daarop het park met geweld terug te nemen.
Op Paaszondag 31 maart 1991 ging de Kroatische politie het park binnen met als doel de Servische rebellen te verwijderen. Servische paramilitairen lieten een Kroatische politiebus in een hinderlaag lopen op de weg ten noorden van Korenica, waarna er een gevecht van een dag volgde tussen de beide partijen. Bij de gevechten kwamen zowel een Kroatische als een Servische politieman om het leven. Twintig andere mensen raakten gewond en negenentwintig Servische paramilitairen en politiemensen werden gevangengenomen door de Kroatische politie. Een van de gevangenen was Goran Hadžić, de latere president van de Republiek van Servisch Krajina.
Het geweld werd alarmerend ontvangen door het Joegoslavische presidentschap, dat in de nacht van 31 maart bijeenkwam om over de situatie in Plitvice te discussiëren. Op aandrang van Serviës vertegenwoordiger bij het presidentschap, Borisav Jović, maar tegen de wil van Slovenië en Kroatië, kreeg het Joegoslavisch Volksleger (JNA) de opdracht om in te grijpen, een bufferzone te creëren tussen de beide partijen en een eind aan de confrontatie te maken. De JNA, ironischerwijs aangevoerd door een Kroatische kolonel, vertrok de volgende dag. Het Servische parlement kwam eveneens in een spoedsessie bijeen en behandelde de confrontatie nagenoeg als een casus belli (oorlogsverklaring) en bracht een aanbod aan de Krajina-Serviërs in stemming voor "alle benodigde hulp" in hun conflict met Zagreb.
Op 2 april verordonneerde de JNA de Kroatische regering om de speciale politie-eenheden uit het park terug te trekken, wat de regering ook deed. De algemeen bevelvoerder van de operatie, generaal Andrija Rešeta, vertelde de media dat zijn soldaten geen van beide zijden beschermden en dat zij slechts etnische confrontaties voorkwamen voor zover dat nodig was. De Kroatische regering reageerde niettemin furieus op de zet van de JNA. Tuđmans senioradviseur Mario Nobilo beweerde dat de JNA letterlijk had aangegeven "onze gehele politiemacht te liquideren wanneer we Plitvice niet zouden verlaten." Tuđman zelf gaf in een reactie op de Kroatische radio aan, dat wanneer het Joegoslavisch Volksleger zijn acties voort zou zetten, het zou worden beschouwd als een vijandige bezettingsmacht. Na de Operatie Storm kwam de controle over de Plitvicemeren weer in handen van de Kroatische regering.
Sloveense Oorlog (1991) · Kroatische Oorlog (1991-95) · Bosnische Burgeroorlog (1992-95) · Kroatisch-Bosniakse Oorlog (1992-94) · Kosovo-oorlog (1998-99) · Operatie Allied Force (1999) · Conflict in de Preševo-vallei (2001) · Macedonisch conflict (2001)